# Église Saint-Olaf de Jyväskylä
L'église Saint-Olaf de Jyväskylä (en finnois : Pyhän Olavin kirkko) est une église catholique située dans le quartier de Harju à Jyväskylä en Finlande.